# 그라운디드 포 라이프
그라운디드 포 라이프(Grounded for Life)는 2001년부터 2005년까지 방영된 시트콤이다.